# جاكوار إكس كيه150
جاكوار إكس كيه150 (بالإنجليزية: Jaguar XK150)‏ هي سيارة من تصنيع شركة سيارات جاكوار.